# Муравьежуки
Муравьежуки (лат. Thanasimus) — род жесткокрылых насекомых семейства пестряков.

## Описание
Жуки с уплощенным удлинённым телом. Передняя часть глаз с глубокой выемкой. Передний членик лапки грубо вырезан. Белые перевязи в густых и толстых белых волосках.

## Биология
Обитают в хвойных лесах. Жуки и личинки питаются жуками капюшонниками и короедами, развивающимися под корой на ветвях деревьев.

## Систематика
В составе рода:
- Thanasimus albomaculatus (Lewis, 1892)
- Thanasimus carbonarius Gorham, 1893
- Thanasimus dubius (Fabricius, 1777)
- Thanasimus femoralis (Zetterstedt, 1828)
- Thanasimus formicarius (Linnaeus, 1758)
- Thanasimus himalayensis Stebbing, 1903
- Thanasimus lewisi (Jacobson, 1911)
- †Thanasimus ostenderus Theobald, 1937
- Thanasimus repandus (Horn, 1871)
- Thanasimus subscutellaris Westwood, 1852
- Thanasimus substriatus (Gebler, 1932)
- Thanasimus subviolaceus Gorham, 1882
- Thanasimus trifasciatus (Say, 1825)
- Thanasimus undatulus (Say, 1835)